# Знаменское (Курская область)
Знаменское — село в Беловском районе Курской области. Входит в Щеголянский сельсовет.

## География
Село находится на реке Белица, в 71 км к юго-западу от Курска, в 17 км к северо-западу от районного центра — Белая, в 2 км от центра сельсовета — Щеголек.
Климат
Знаменское, как и весь район, расположен в поясе умеренно континентального климата с тёплым летом и относительно тёплой зимой (Dfb в классификации Кёппена).

## Население
| 2002 | 2010 |
| ---- | ---- |
| 108  | ↘89  |

## Инфраструктура
Личное подсобное хозяйство. В деревне 52 домов.

## Транспорт
Знаменское находится в 6 км от автодороги регионального значения 38К-028 (Обоянь — Суджа), в 2 км от автодороги межмуниципального значения 38Н-523 (38К-028 — Щеголек), в 2,5 км от 38Н-572 (Саморядово — Хотеж Колодезь), в 13 км от ближайшей ж/д станции Сосновый Бор (линия Льгов I — Подкосылев).
В 91 км от аэропорта имени В. Г. Шухова (недалеко от Белгорода).